# ТУМ-08
ТУМ-08 — советская полноприводная тротуароуборочная машина. Созданная в 1966 году, она отличалась оригинальной одноколейной двухколёсной ходовой частью. Была выпущена небольшой серией.

## История создания
ТУМ-08 была разработана в 1966 году конструктором ВНИОМС Р. Н. Улановым, занимавшимся в тот период в том числе разработкой и внедрением различных схем движителей и систем поворота, эффективных в специфических условиях применения, и ранее уже разработавшим выпускавшуюся серийно тротуароуборочную машину ТУМ-57 и опытную ТУМ-64. Испытания ряда опытных образцов и, впоследствии, опытная эксплуатация в предприятиях ЖКХ небольшой серии данных машин показали их отличную проходимость и поворачиваемость.

## Эксплуатация
Известно, что по крайней мере одна опытная машина применялась в конторе механической уборки Дзержинского района Москвы.

## Описание конструкции
ТУМ-08 представляла собой одноместную машину заднемоторной, полноприводной вагонной компоновки.

### Ходовая часть
Ходовая часть машины была одноколейной и состояла из двух широких ведущих колёс (переднего двухскатного и заднего односкатного) с пневматическими шинами. Заднее колесо могло поворачиваться на 63° в обоих направлениях; привод переднего колеса при этом мог быть отключен для уменьшения радиуса поворота. Большая ширина колёс обеспечивала сохранение боковой устойчивости при крене до 3°. Для сохранения устойчивости при большем крене были предназначены два боковых опорных колеса малого диаметра, на прямом ходу машины по дороге без боковых уклонов не нагружавшиеся.

### Специальное оборудование
Для уборки тротуаров в зимний сезон машина оснащалась плужно-щёточным оборудованием, а в летний — подметально-уборочным.